# Вірідовікс

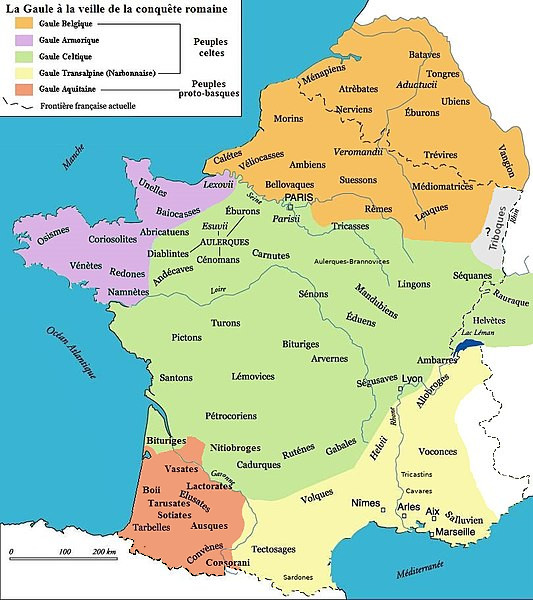
Племена венеллів (Unelles), лексовіїв та авлерків на мапі Галлії перед завоюваннями Цезаря.

Вірідовікс (кельт. — «потужний, величний (virido) борець (vix, vicos)», д/н ? — †56 рік до н. е.) — вождь кельтського племені венеллів, що мешкало у північній Армориці (сучасні Бретань, західна Нормандія, Франція). Володарював у 50-ті роки до н. е.

## Життєпис
Відомостей про діяльність Вірідовікса до римського вторгнення до Галлії немає. Ймовірно на той час він вже був впливовим вождем усієї Арморики. Вірідовікс організував активний спротив римському загарбанню у 58-56 роках до н. е. Він створив коаліцію кельтських племен венеллів, ліксовіків, авлерків. Після цього розпочав військові дії проти римлян. Гай Цезар у 56 році до н. е. спрямував сюди свого легата Квінта Тітурія Сабіна, який зміг досить швидко влаштувати пастку Вірідовіксу й розбити його у битві при Вервіксі (або Таборі Кастельє). В цій битві Вірідовікс й загинув.